# Platambus ater
Platambus ater är en skalbaggsart som först beskrevs av Falkenström 1936.  Platambus ater ingår i släktet Platambus och familjen dykare. Inga underarter finns listade i Catalogue of Life.